# Wiay (Hébrides intérieures)
Pour les articles homonymes, voir Wiay.
Wiay est une île du Royaume-Uni située en Écosse.